# Premiul Satellite pentru cel mai bun film - Dramă
Premiul Satellite pentru cel mai bun film - Dramă a fost un premiu anual acordat de Academia Internațională de Presă între anii 1996 - 2010.

## Anii 1990
- 1996 - Fargo
  - The English Patient
  - Lone Star
  - Secrets & Lies
  - Shine
  - Trainspotting

- 1997 - Titanic
  - Amistad
  - Boogie Nights
  - Good Will Hunting
  - L.A. Confidential

- 1998 - The Thin Red Line
  - Elizabeth
  - The General
  - Gods and Monsters
  - Saving Private Ryan

- 1999 - The Insider
  - American Beauty
  - Boys Don't Cry
  - Magnolia
  - Snow Falling on Cedars
  - The Talented Mr. Ripley

## Anii 2000
- 2000 - Traffic
  - Billy Elliot
  - Dancer in the Dark
  - Erin Brockovich
  - Gladiator
  - Quills

- 2001 - In the Bedroom
  - The Deep End
  - Memento
  - The Others
  - Sexy Beast

- 2002 - Far from Heaven
  - Antwone Fisher
  - The Hours
  - The Lord of the Rings: The Two Towers
  - The Quiet American
  - Road to Perdition

- 2003 - In America
  - The Last Samurai
  - The Lord of the Rings: The Return of the King
  - Master and Commander: The Far Side of the World
  - Mystic River
  - Thirteen
  - Whale Rider

- 2004 - Hotel Rwanda
  - The Aviator
  - Kill Bill: Vol. 2
  - Kinsy
  - Maria Full of Grace
  - Vera Drake

- 2005 - Brokeback Mountain
  - A History of Violence
  - Capote
  - Cinderella Man
  - Memoirs of a Geisha
  - The War Within

- 2006 - The Departed
  - Babel
  - Flags of Our Fathers
  - Half Nelson
  - The Last King of Scotland
  - Little Children
  - The Queen

- 2007 - No Country for Old Men
  - 3:10 to Yuma
  - Away from Her
  - Before the Devil Knows You’re Dead
  - Eastern Promises
  - The Lookout

- 2008 - Slumdog Millionaire
  - Frost/Nixon
  - Frozen River
  - Milk
  - The Reader
  - Revolutionary Road

- 2009 - The Hurt Locker
  - An Education
  - Bright Star
  - The Messenger
  - Precious
  - The Stoning of Soraya M.

## Anii 2010
- 2010 - The Social Network
  - 127 Hours
  - Animal Kingdom
  - Blue Valentine
  - Get Low
  - The Ghost Writer
  - Inception
  - The King's Speech
  - The Town
  - Winter's Bone